# Anuška Ferligoj
Anuška Ferligoj, slovenska statističarka, * 19. avgust 1947, Ljubljana.

## Življenje in delo
Rodila se je v družini partizana, politika in gospodarstvenika Davorina Ferligoja. Anuška Ferligoj je 1971 diplomirala na Fakulteti za naravoslovje in tehnologijo v Ljubljani smer matematika in fizika, leta 1979 je magistrirala in leta 1983 doktorirala na Ekonomski fakulteti v Ljubljani.
Anuška Ferligoj je bila redna profesorica za statistiko na Univerzi v Ljubljani, od leta 1972 zaposlena na Fakulteti za družbene vede Univerze v Ljubljani. V obdobju 2003–05 je bila dekanica Fakultete za družbene vede. Bila je ustanovna in dolgoletna predstojnica Centra za metodologijo in informatiko na Inštitutu za družbene vede in predsednica programskega sveta univerzitetnega podiplomskega študija Statistika na Univerzi v Ljubljani, na kateri je vzpostavila doktorski program Statistika in magistrski program Uporabna statistika. Predava statistiko, multivariatne metode, metodologijo družboslovnega raziskovanja in analizo socialnih omrežij na dodiplomski in podiplomski ravni na več fakultetah Univerze v Ljubljani in na tujih univerzah. Ukvarja se z metodami multivariatne analize (še posebej metodami razvrščanja v skupine), z analizo socialnih omrežij (še posebej z bločnimi modeli), z ocenjevanjem zanesljivosti in veljavnosti merjenja in uporabo statističnih metod v različnih znanstvenih disciplinah, mdr. z anketno metodologijo.   
Je predsednica Statističnega sveta RS in znanstvena svetnica v Laboratoriju za uporabo analize omrežij na NRU HSE v Moskvi. Je glavna urednica revije Metodološki zvezki in članica več uredniških odborov mednarodnih znanstvenih revij (npr. Journal of Classification, Social Networks, Journal of Mathematical Sociology, Statistics in Transition, Methodology, Advances in Data Analysis and Classification). Objavlja v mednarodnih znanstvenih revijah (npr. Psychometrika, Journal of Mathematical Sociology, Journal of Classification, Social Networks, Quality and Quantity) in v slovenskih znanstvenih revijah. Njena najpomembnejša knjižna dela so: Razvrščanje v skupine (1989), Osnove statistike na prosojnicah (1995, 1997), Zanesljivost in veljavnost merjenja (1995) (s sod.), Statistični terminološki slovar (1994, 2001) (s sod.), Generalized Blockmodeling (soavtor Vladimir Batagelj, Cambridge University Press, 2005). Uredila je tudi dvojno številko znanstvene revije Quality and Quantity (1989) in več zbornikov referatov, predstavljenih na mednarodnih znanstvenih konferencah s področja statistike in metodologije.

## Nagrade in priznanja
Anuška Ferligoj je prejela nagrado Sklada Borisa Kidriča (1990), Fulbrightovo nagrado v obliki štipendije (1990/91), podeljen ji je bil naslov ambasadorka Republike Slovenije v znanosti (1997), prejela je priznanje Statističnega društva Slovenije (1997), priznanje Sklada Roka Petroviča za mentorstvo pri diplomskem delu (1998) in študentsko priznanje za najboljšega profesorja na Fakulteti za družbene vede v letu 2007. Za monografijo Generalized Blockmodeling je (skupaj z V. Batageljem) prejela nagrado Harrison White Outstanding Book Award za leto 2007, Sekcije za matematično sociologijo Ameriškega združenja za sociologijo, Simmelovo nagrado (INSNA) in častni doktorat na Univerzi Eötvös Lorand v Budimpešti. Je izvoljena članica Evropske akademije za sociologijo. Leta 2020 je bila imenovana za zaslužno profesorico  Univerze v Ljubljani, 2021 pa je prejela Zoisovo nagrado za življenjsko delo na področju statistike.

## V medijih
- Mojca Vizjak Pavšič: Dobri medosebni odnosi v raziskovalni skupni večajo ustvarjalnost : Prof. dr. Anuška Ferligoj, članica Evropske akademije za sociologijo. Delo, 22. maj 2008.
- Mojca Vizjak Pavšič: Če hočeš imeti dobre zamisli, moraš biti odprt za novosti : Anuška Ferligoj, statističarka. Delo, 15. december 2012.